# Burg Hardenberg (Nörten-Hardenberg)

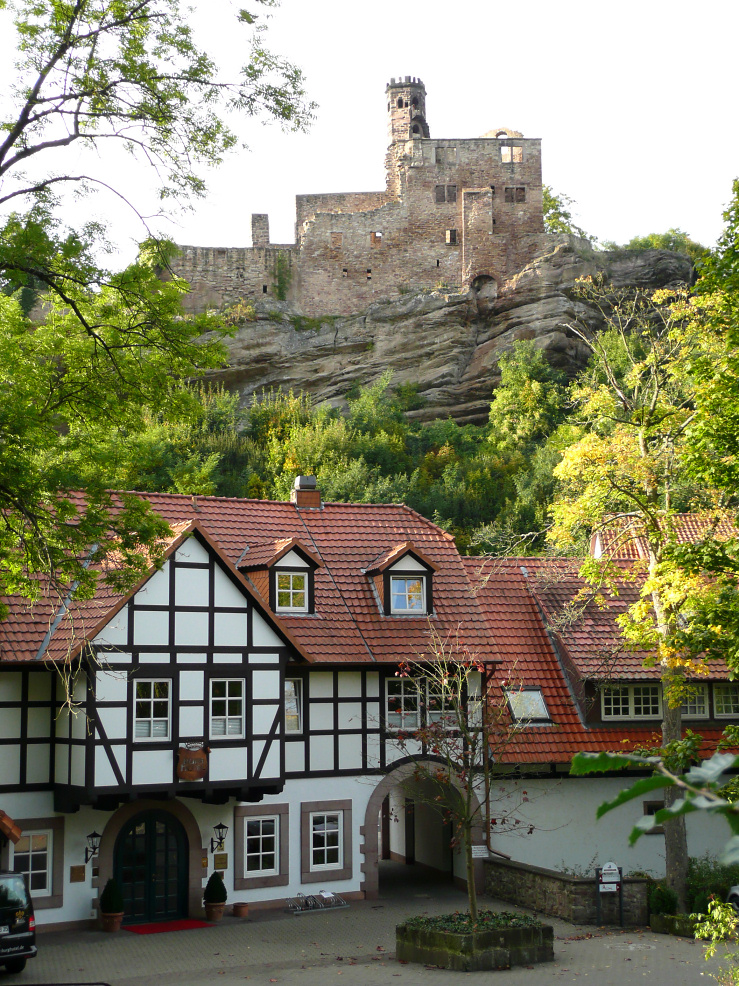
Burgruine und ehemaliger Gutshof unterhalb, heute das Hardenberg Burghotel

Die Burg Hardenberg ist die Ruine einer Felsenburg auf einer Felskuppe mit steil abfallenden Felswänden bei Nörten-Hardenberg in Niedersachsen.

## Baubeschreibung
Es handelt sich um eine Doppelburg, die in Vorder- und Hinterhaus Hardenberg benannt worden ist. Die eine Linie der Herren von Hardenberg bewohnte den älteren Teil der Burganlage, das sogenannte Hinterhaus. Die andere Linie bewohnte den nördlichen Teil, das Vorderhaus. Zur Wahrung des Friedens und zur Einhaltung der Verpflichtungen schlossen beide Parteien einen Burgfrieden. 
Beide Burgbereiche waren durch einen Abschnittsgraben getrennt, über den eine Holzbrücke führte. Den sonst üblichen Bergfried weisen beide Burgteile nicht auf, da dies bei Burgen in kirchlichem Besitz nicht üblich war. Der Zugang ist nur über die Nordseite über den Burggraben möglich. 
Heute darf die Burgruine wegen Baufälligkeit und anderer Gefahren nicht ohne Aufsicht betreten werden. Besichtigungen und die Begehung des Aussichtsturmes sind im Rahmen von Führungen möglich.

## Geschichte

### Mittelalter
Die Burg wurde durch das Erzbistum Mainz gegründet, um zwei Handelswege zu überwachen. Um 1101 wurde die befestigte Anlage erstmals als „Vestes Haus“ beurkundet. Im Jahre 1098 suchte der Erzbischof von Mainz Ruthard, vor König Heinrich IV. (aus dem Hause der Salier) Schutz auf der Burg. Mitte des 13. Jahrhunderts waren die Herren von Rosdorf Ministerialen von Mainz. Im Jahre 1287 wurde ihnen die Burg von den Herzögen Heinrich, Albrecht und Wilhelm von Braunschweig belagert. Im gleichen Jahr wurde sie gegen einen hohen Betrag verpfändet. Der Besitz fiel dabei nicht zufällig an die Herren von Hardenberg, die schon vormals oft in der Gunst der Mainzer Erzbischöfe standen. Von ihnen erwarben die Hardenberger sich dadurch ansehnliche Güter, unter anderem eben auch 1287 die Burg nebst der Ortschaft Nörten.

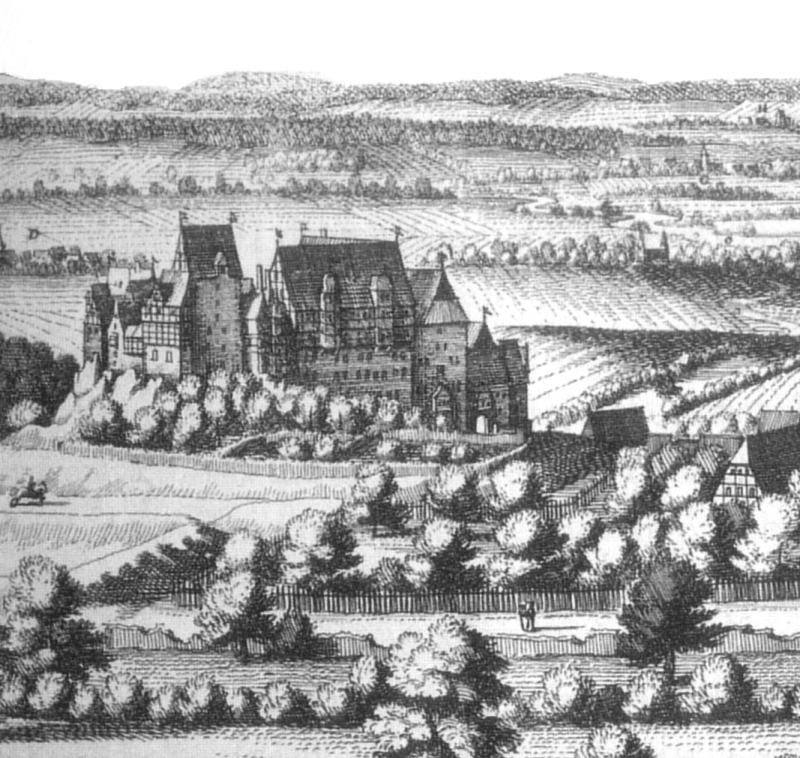
Merian-Stich von Burg Hardenberg um 1650

Die Herren von Hardenberg traten nunmehr als Besitzer der Burg auf. Sie nannten sich zuvor noch de Novalis. Bernhard de Novalis hatte die Söhne Günther und Hermann. Die unangefochtene Position, die die Herren von Hardenberg in den Folgejahren besaßen, resultierte auch daraus, dass Erzbischof Heinrich III. von Mainz ihnen 1345 die Verpfändung der Burg und des Dorfes Nörten bestätigte. Ebenso tat dies 1357 sein Nachfolger Gerlach. Mit der Zeit entwickelten die Hardenberger völlige Handlungsfreiheit und bewohnten die Burg wohl alleine. 1375 bekennt sich Herzog Albrecht von Braunschweig-Grubenhagen dazu, auf Lebenszeit die von Hardenberg zu schützen, als Gegenleistung erhält er freien Zugang zur Burg. In der Zwischenzeit hatten sich zwei Linien der Hardenberger herausgebildet, was auch mitunter zu Streitigkeiten bezüglich der Burg führte. Eine Teilung des Familienbesitzes fand 1409 durch Dietrich von Hardenberg statt, wodurch sich die Zweige Vorder- und Hinterhaus herausbildeten. Die Aufteilung betraf auch die Burg, 1430 kam es zu einem Zwist zwischen Hildebrand von Hardenberg und seinem Vetter Dietrich, wobei es auch um den graven to Hardinberghe twyschen syner borgh vnde myner, dar ek meine, dat der graven myn were. Eine Fehde führte einer Sage nach zum Wappen der Familie von Hardenberg, dem Keilerkopf. Bei einer Belagerung der Burg durch die Herren von der Burg Plesse soll es zu einem nächtlichen Überfall gekommen sein. Ein Eber soll die Burgbewohner durch lautes Grunzen geweckt haben. Die Familie von Hardenberg teilte sich schon um 1403 aufgrund eines Erbvertrages in zwei Lager auf. Das hatte auch Auswirkungen auf ihren Adelssitz, aus dem eine Doppelburg wurde.

### Neuzeit

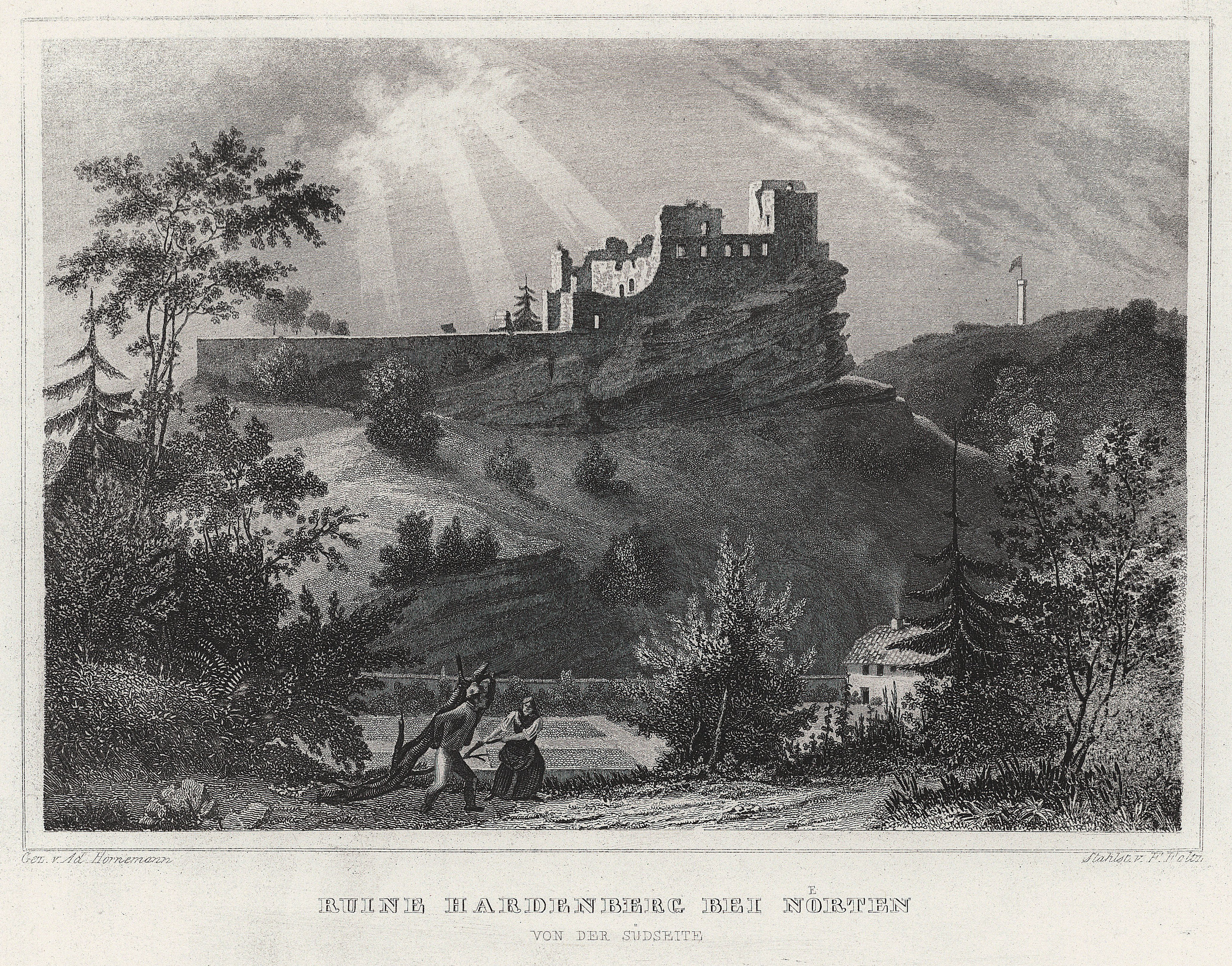
Die Burgruine im 19. Jahrhundert

In einer Vermittlung durch Herzog Heinrich von Braunschweig-Wolfenbüttel, über eine Hälfte des Hauses Hardenberg zwischen Cord von Schwichelt, Hans von Steinberg und Dietrich von Hardenberg, sowie Hans von Hardenberg, wird Cord von Schwichelt die Hälfte des Hauses Hardenberg zugesprochen, jedoch mit der Bemerkung de overlicheyd unde de rechticheydt des Erzbischofes von Mainz. 1607 kündigt der Mainzer Erzbischof Johann Schweikhard den Hardenbergern an, er wolle das Pfandthauß Hardenberg wieder einlösen. Diese verweigerten jedoch die Herausgabe. Erst ein Rezess aus dem Jahre 1744 legte die Auseinandersetzung beider Parteien bei, indem festgehalten wurde, dass das Erzbistum Mainz dem Geschlecht derer von Hardenberg ihr Privateigentum an den Häusern Hardenberg und Geismar nicht mehr streitig machen würden.
Der gräfliche Hauslehrer beschrieb, wie im März 1698 bei einem großen Gewitter das Vorderhaus nachgab und in sich zusammenstürzte. Die Linie „Vorderhaus“ siedelte in das nahe gelegene Göttingen um und zog um 1710 in das neu errichtete Schloss Hardenberg am Fuße des Berges um. Die Linie „Hinterhaus“ verließ 1720 die Burg.
1840 wurde die Burg saniert, zusätzlich wurden aber auch eine Zugbrücke, ein Eingangstor und ein neuer Turm im Stile der Neugotik errichtet. Ab 1962 wurde die Burgruine abermals saniert und dabei auch Ausgrabungen durchgeführt.

### Heute

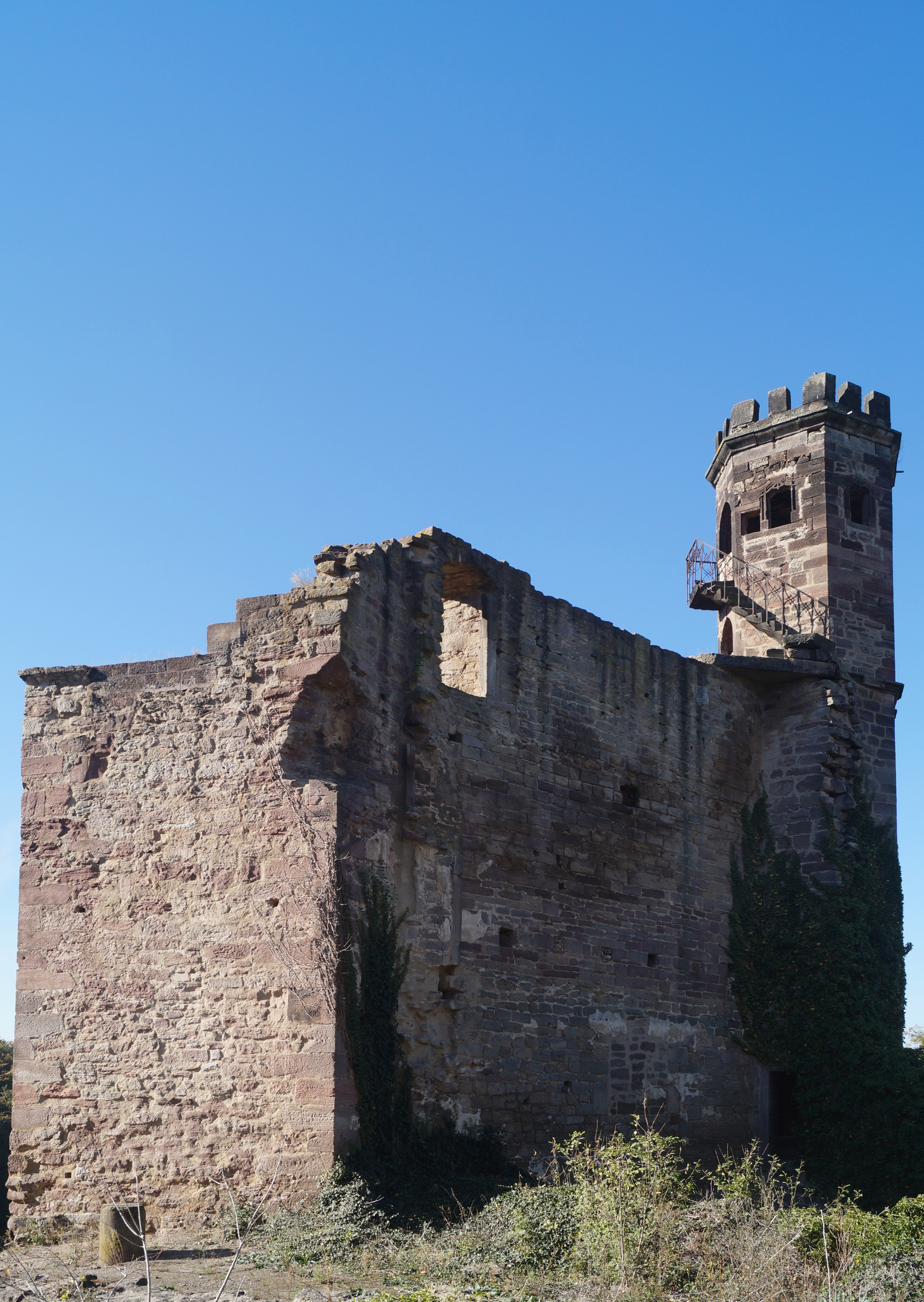
Detail des Hinterhauses mit historisierendem Turm

Die Burg Hardenberg war bis ins 20. Jahrhundert hinein ein beliebtes Ausflugsziel der Göttinger Studenten. Am 13. Mai 1848 wurde in einem Gasthaus in Nörten die Burschenschaft Hannovera gegründet, die heute noch in Göttingen besteht. Entsprechend finden sich Darstellungen der Burgruine auf einer Vielzahl von Abbildungen.
Ab dem Jahre 1998 kam es zu Sicherungsarbeiten an der Bausubstanz der Burg. Im Jahre 2000 fanden baubegleitend bauhistorische Untersuchungen statt und archäologische Untersuchungen an einem Wohngebäude mit Backofen im Vorderhaus. Es handelte sich um das jüngere der beiden Wohngebäude, das aus dem 15. Jahrhundert stammt.
Die gräfliche Familie von Hardenberg besitzt die Burgruine bis heute und betreibt im Ort eine Kornbrennerei, die von ihr 1700 gegründet wurde. Nach eigenen Angaben ist die Hardenberg-Wilthen AG der zweitgrößte Spirituosenhersteller Deutschlands. Hinzugekommen sind unter dem Namen Gräflicher Landsitz Hardenberg Hotellerie und Gastronomie sowie die Durchführung zahlreicher Events, wie Pferdeturniere oder eine Eisbahnveranstaltung im Winter. Unterhalb der Burgruine auf dem ehemaligen Gutshof gibt es heute:
- Hotelbetriebe
- Verkaufsladen und Ausschank für Spirituosenprodukte der Kornbrennerei
- Schlosspark

Die Burgruine Hardenberg kann mit einer Führung besichtigt werden, zudem gibt es Standesamtliche Trauungen im historischen Gewölbe der Burg.